# 9GAG
9GAG – serwis społecznościowy działający w branży rozrywkowej. 9GAG został założony 12 kwietnia 2008 w Hongkongu przez Chrisa Chana, Dereka Chana, Raya Chana i Marco Funga. Jej celem jest gromadzenie memów internetowych i żartów z innych stron internetowych.
W 2012 roku najwięcej odbiorców pochodziło ze Stanów Zjednoczonych, choć odpowiadała tylko za 12% całkowitego ruchu sieciowego.
W 2017 roku ruch sieciowy zmienił się i pozycję lidera uzyskały Niemcy z 11,03%, a za nimi Stany Zjednoczone z 5,55% ruchu, a na ostatnim miejscu podium uplasowała się Francja z 4,40%.
Dostępna jest również aplikacja mobilna 9GAG na platformy iOS i Android.